# オープン・ザ・ドリームゲート王座
オープン・ザ・ドリームゲート王座は、DRAGONGATEが管理、認定している王座。

## 歴史
2004年7月5日、DRAGONGATEの前身団体である闘龍門JAPAN時代に最後のULTIMO DRAGON GYM王者だったCIMAを初代王者に認定。

## 歴代王者
| 歴代   | チャンピオン             | 戴冠回数 | 防衛回数 | 日付           | 場所                        | 所属ユニット                 |
| ------ | ------------------------ | -------- | -------- | -------------- | --------------------------- | ---------------------------- |
| 初代   | CIMA                     | 1        | 1        | 2004年7月5日   | 浅草花やしき                | CRAZY-MAX                    |
| 第2代  | 望月成晃                 | 1        | 4        | 2004年12月16日 | 国立代々木競技場第二体育館  | Final M2K                    |
| 第3代  | マグニチュード岸和田     | 1        | 2        | 2005年11月4日  | 大阪府立体育会館・第2競技場 | Blood Generation             |
| 第4代  | 斎藤了                   | 1        | 0        | 2006年2月24日  | 後楽園ホール                | Do FIXER                     |
| 第5代  | 横須賀享                 | 1        | 3        | 2006年4月23日  | 大田区体育館                | Final M2K                    |
| 第6代  | ドン・フジイ             | 1        | 1        | 2006年11月23日 | 大阪府立体育会館            | Blood Generation             |
| 第7代  | 獣神サンダー・ライガー   | 1        | 1        | 2007年3月25日  | 津市体育館                  | コントロール・テロ・ユニット |
| 第8代  | CIMA                     | 2        | 6        | 2007年7月1日   | 神戸ワールド記念ホール      | Typhoon                      |
| 第9代  | 鷹木信悟                 | 1        | 3        | 2008年7月27日  | 神戸ワールド記念ホール      | REAL HAZARD                  |
| 第10代 | 土井成樹                 | 1        | 8        | 2008年12月28日 | 福岡国際センター            | WORLD-1                      |
| 第11代 | YAMATO                   | 1        | 3        | 2010年3月22日  | 両国国技館                  | KAMIKAZE                     |
| 第12代 | 吉野正人                 | 1        | 4        | 2010年7月11日  | 神戸ワールド記念ホール      | WORLD-1                      |
| 第13代 | 望月成晃                 | 2        | 6        | 2011年4月14日  | 後楽園ホール                | 無所属                       |
| 第14代 | CIMA                     | 3        | 15       | 2011年12月25日 | 福岡国際センター            | Blood WARRIORS               |
| 第15代 | 鷹木信悟                 | 2        | 0        | 2013年7月21日  | 神戸ワールド記念ホール      | 暁〜akatsuki〜               |
| 第16代 | YAMATO                   | 2        | 1        | 2013年8月23日  | 後楽園ホール                | MAD BLANKEY                  |
| 第17代 | 吉野正人                 | 2        | 4        | 2013年10月10日 | 後楽園ホール                | MONSTER EXPRESS              |
| 第18代 | リコシェ                 | 1        | 1        | 2014年3月2日   | 大阪府立体育会館・第2競技場 | MONSTER EXPRESS              |
| 第19代 | YAMATO                   | 3        | 2        | 2014年5月5日   | 愛知県体育館                | MAD BLANKEY                  |
| 第20代 | B×Bハルク                | 1        | 7        | 2014年7月20日  | 神戸ワールド記念ホール      | 無所属                       |
| 第21代 | 吉野正人                 | 3        | 1        | 2015年6月14日  | 博多スターレーン            | MONSTER EXPRESS              |
| 第22代 | 鷹木信悟                 | 3        | 3        | 2015年8月16日  | 大田区総合体育館            | MONSTER EXPRESS              |
| 第23代 | ジミー・ススム           | 2        | 0        | 2016年2月14日  | 博多スターレーン            | ジミーズ                     |
| 第24代 | 鷹木信悟                 | 4        | 1        | 2016年3月6日   | 大阪府立体育会館・第2競技場 | VerserK                      |
| 第25代 | YAMATO                   | 4        | 6        | 2016年7月24日  | 神戸ワールド記念ホール      | TRIBE VANGUARD               |
| 第26代 | 望月成晃                 | 3        | 5        | 2017年9月18日  | 大田区総合体育館            | 無所属                       |
| 第27代 | 吉野正人                 | 4        | 4        | 2018年6月10日  | 博多スターレーン            | MaxiMuM                      |
| 第28代 | PAC                      | 1        | 2        | 2018年12月4日  | 後楽園ホール                | R・E・D                      |
| 第29代 | Ben-K                    | 1        | 3        | 2019年7月21日  | 神戸ワールド記念ホール      | 無所属                       |
| 第30代 | 土井成樹                 | 2        | 2        | 2019年12月15日 | 福岡国際センター            | MaxiMuM                      |
| 第31代 | Eita                     | 1        | 1        | 2020年8月2日   | 和歌山県立体育館            | R・E・D                      |
| 第32代 | シュン・スカイウォーカー | 1        | 5        | 2020年11月15日 | 神戸ワールド記念ホール      | 無所属                       |
| 第33代 | YAMATO                   | 5        | 3        | 2021年8月1日   | 神戸ワールド記念ホール      | TRIBE VANGUARD               |
| 第34代 | KAI                      | 1        | 3        | 2021年12月26日 | 福岡国際センター            | R・E・D                      |
| 第35代 | 吉岡勇紀                 | 1        | 5        | 2022年7月30日  | 神戸ワールド記念ホール      | D'Courage                    |
| 第36代 | シュン・スカイウォーカー | 2        | 1        | 2023年1月12日  | 後楽園ホール                | Z-Brats                      |
| 第37代 | 菊田円                   | 1        | 3        | 2023年5月5日   | 愛知県体育館                | D'Courage                    |
| 第38代 | ルイス・マンテ           | 1        | 3        | 2023年12月24日 | 福岡国際センター            | 無所属                       |
| 第39代 | Ben-K                    | 2        | 0        | 2024年6月4日   | 後楽園ホール                | GOLD CLASS                   |
| 第40代 | YAMATO                   | 6        | 8        | 2024年7月21日  | 神戸ワールド記念ホール      | PARADOX                      |
| 第41代 | シュン・スカイウォーカー | 3        | 0        | 2025年7月13日  | 神戸ワールド記念ホール      | Z-Brats                      |
| 第42代 | 菊田円                   | 2        |          | 2025年8月17日  | 大田区総合体育館            | 新ユニット（旧・Z-Brats）    |

## 主な記録
- 最多戴冠回数：6回 - YAMATO（第11・16・19・25・33・40代）
- 最多連続防衛回数：15回 - CIMA（第14代）
- 最多通算防衛回数：23回 - YAMATO
- 最長連続保持期間：574日 - CIMA（第14代）
- 最短保持期間：21日 - ジミー・ススム（第23代）
- 最長通算保持期間：1160日 - YAMATO
- 最年長戴冠記録：47歳8か月 - 望月成晃（第26代）
- 最年少戴冠記録：23歳7か月 - 菊田円（第37代）
- デビュー最長戴冠記録：23年7か月 - 望月成晃（第26代）
- デビュー最短戴冠記録：2年11か月 - 菊田円（第37代）
- オープン・ザ・ブレイブゲート王座との同時戴冠：土井成樹（第10代）、吉野正人（第12代）、YAMATO（第40代）

## チャンピオンベルトのデザイン
ベルト中央にネームプレートをしまうための扉があり、王者が挑戦者に鍵を渡して挑戦者指名を行うのが通例となっている。複数の選手がターンバックルに隠した鍵を探す形式の次期挑戦者決定戦もある。王座が移動すると鍵を使って扉を開いてベルト中央にあるネームプレートを交換する。防衛すると鍵はベルト下方にある鍵掛けに掛けられて防衛回数が鍵の数で分かるようになっている。

## 主な出来事
- 2004年7月4日、空位となっていたUDG王座の新王者決定トーナメントをUDG初代王者であるCIMAが優勝するが、翌日 闘龍門JAPANからDRAGON GATEへ名称を変更したため創始者のウルティモ・ドラゴンにUDG王座のベルトを返納。その後 新設された当王座の初代王者へと任命された。
- ベルトはこれまで2度デザインが変更されている。2010年に老朽化のため新調し、2020年には団体のロゴ変更に伴いデザインが一新された。
- 2015年、神戸大会の後にベルトが紛失する事件が起き、再び2代目の同デザインが作り直された。
- 2008年、負傷欠場をしていた当時の王者CIMAが、挑戦者決定戦で60分フルタイムドローを果たした鷹木信悟とB×Bハルクに感動し託す形で王座を返上した。
- 2009年、王者の土井成樹 vsブレイブゲート王者のCIMAによる史上初のダブルタイトルマッチが行われた。
- 2012年、王者CIMAの防衛ロード「CIMAロワイヤル」の最終章としてCIMAvs鷹木信悟vsB×Bハルクによる3WAYマッチが行われた。また、一対一以外の形式で行われたのはこれが初であった
- 外国人選手で戴冠したのはリコシェ、PAC、ルイス・マンテの3人のみ。また、外国人同士で行われた王座戦は2014年のリコシェvs ウーハー・ネイション戦と2024年のルイス・マンテvs ギアニー・ヴァレッタ戦の2つである。
- 2023年、シュン・スカイウォーカー vs ストロングマシーン・J戦にて初めてマスクマン同士による王座戦が行われた。
- 2017年、王者のYAMATOの提案で、初めて金網マッチでの王座戦が開催された。
- ドリームゲートを初挑戦で戴冠したのは9名だが、ドラゴンゲート生え抜き選手ではYAMATOとEitaと吉岡勇紀の3人のみ。
- 他団体・フリー枠で、戴冠した事が有るのは、マグニチュード岸和田（フリー）、獣神サンダー・ライガー（新日本プロレス）、KAI（フリー）、ルイス・マンテ（フリー）の4人である。